# Phare de Stoer Head
Le phare de Stoer Head (en gaélique écossais : Rubha Stòr) est un phare qui se trouve sur une péninsule au nord de Lochinver (en) (Sutherland), dans le comté de Highland au nord de l'Écosse. Il marque l'entrée nord du bras de mer The Minch.
Ce phare est géré par le Northern Lighthouse Board (NLB) à Édimbourg,l'organisation de l'aide maritime des côtes de l'Écosse.

## Histoire
Le phare a été construit sur Stoer Head, une péninsule de 6 km de long, par les frères David et Thomas Stevenson en 1870 après avoir été identifié comme l'un des quarante-cinq sites prioritaires d'Écosse où un phare était nécessaire pour la signalisation maritime. Le phare, une tour ronde blanche de 14 m de haut, avec une galerie rembardée et une lanterne noire, situé au-dessus de la falaise est visible jusqu'à une distance de 39 km en mer. Le feu blanc clignote quatre fois toutes les quinze secondes.
Le transport maritime dans les années 1870 était la seule option possible pour ce site éloigné. Les matériaux furent acheminés après la construction d'une jetée à environ un mille au sud-est du phare. L'approvisionnement du phare fut aussi réalisé de la même façon jusqu'à ce que les routes soient devenues praticables au XXe siècle. La jetée, désormais inutile, est maintenant en mauvais état.
Près de la jetée se trouvent encore des cases qui ont été utilisées par les constructeurs du phare. Dedans, il y a une peinture murale représentant la construction du phare. Cette représentation date probablement de la fin du XVIIIe siècle.
Environ 10 000 touristes visitent le phare chaque année, ce qui a nécessité la construction d'une toilette publique en 2013. Le Old Man of Stoer, une roche de 60 m de haut, est aussi un lieu très visité proche du phare. Les maisons de deux gardiens sont maintenant des maisons de vacances.

### Fonctionnement manuel
Le phare fut occupé par un gardien principal et un assistant jusqu'à son autonomisation en 1978. L'éloignement de cette station de signalisation nécessitait un certain degré d'autosuffisance, et on trouve encore les preuves de leur occupation, avec les vestiges de l'ancienne étable, porcherie et charrette encore visible à proximité. Les enfants ont été éduqués à l'école primaire locale de Stoer (en) mais ils ont dû se déplacer vers un internat pour leurs études supérieures car il n'y avait aucune école supérieure dans le comté de Sutherland .

### Aujourd'hui
L'éclairage est maintenant assuré par un ensemble de lampes électriques de type Sealed beam (en), commandé à distance. L'entretien est effectué par un agent du NLB qui effectue régulièrement des visites d'entretien et le nettoyage et des techniciens du NLB le visitent chaque année.

### Lien connexe
- Liste des phares en Écosse